# نظریه همه‌چیز (فیلم ۲۰۰۶)
«نظریه همه‌چیز» (انگلیسی: The Theory of Everything (2006 film)) یک فیلم است که در سال ۲۰۰۰ منتشر شد.